# Koy Maeng (gmina)
Koy Maeng – gmina (khum) w północno-zachodniej Kambodży, w południowej części prowincji Bântéay Méanchey, w dystrykcie Môngkôl Borei, z siedzibą w Koy Maeng. Stanowi jedną z 13 gmin dystryktu.

## Miejscowości
Na terenie gminy położonych jest 8 miejscowości:
- Koy Maeng
- Sdei Leu
- Phlov Siem
- Ta Nong
- Angkar Khmau
- Kasang Thmei
- Stueng Chas
- Sdei Kraom